# Grewia urenifolia
Grewia urenifolia là một loài thực vật có hoa trong họ Cẩm quỳ. Loài này được (Pierre) Gagnep. mô tả khoa học đầu tiên năm 1910.